# 코스타 나모이네수
코스타 나모이네수(영어: Costa Nhamoinesu, 1986년 1월 6일 ~ )는 짐바브웨의 은퇴한 프로 축구 선수로, 포지션은 센터백이다. 그는 현재 스카우트로 일하고 있다.
마스빙고 유나이티드에서 시니어 경력을 시작했다. 2008년에는 폴란드로 이주하여 6년 반 임대로 하위 리그 클럽인 KS 위스와에 합류했다. 그는 2년 임대로 자그웽비에 루빈으로 이적한 후 2010년 자그웽비에 루빈과 영구 계약했다. 2013년에는 스파르타 프라하와 계약했다. 7년간 그곳에서 보낸 후 2020년에 클럽을 떠나 인도 슈퍼리그 클럽 케랄라 블래스터스에 합류했다.

## 어린 시절
코스타는 하라레에서 태어나 부모님 밑에서 도시에서 자랐고 조부모님 밑에서 시골에서 자랐다. 하지만 부모님의 집에 영구적으로 살 수 있는 공간이 충분하지 않았기 때문에 코스타는 도시 주변의 친구 및 다른 친척들과 함께 지내야 했다. 중학교 시절에 그는 교육비와 숙박비를 지불하는 클럽에서 축구를 시작했다.

## 구단 경력

### 초기 경력
나모이네수는 짐바브웨 1부 리그 마스빙고 유나이티드에서 뛰던 중 에이전트에게 발견되어 폴란드로 보내졌고, 5부 아마추어 팀 KS 위스와에서 뛰기 시작했다.

### 자그웽비에 루빈
2008년 7월, 자그웽비에 루빈에 임대되어, 입단한 후 2010년에 영구 계약을 체결했다. 루빈에 머무는 동안 그는 폴란드 리그에서 가장 높은 평점을 받은 레프트백 중 한 명이 되었다.

### 스파르타 프라하
2013년, 폴란드를 떠나 체코의 스파르타 프라하와 계약을 체결했다. 그는 러시아, 독일, 튀르키예의 제안도 받았다. 2013년 7월 21일, 비소치나 이흘라바와의 원정 경기에서 4-1로 승리하며 스파르타 프라하에서 리그 데뷔 전을 치렀다. 2013년 8월 31일, 바니크 오스트라바와의 홈 경기에서 리그 첫 골을 넣었다. 64분에 터진 이 골은 26분에 터진 자책골을 만회한 것이다.
2020년 7월, 나모이네수는 클럽이 34세의 선수와 재계약하지 않기로 결정한 후 클럽을 떠날 것이라고 발표했다. 그는 스파르타 프라하에서 7년간 근무했다. 그는 체코 구단 주장을 맡은 최초의 아프리카 선수였다.

### 케랄라 블래스터스
2020년 10월 10일, 나모이네수가 인도 슈퍼리그 팀 케랄라 블래스터스와 1년 계약을 맺었다고 공식 발표했다. 계약하면서 그는 짐바브웨 선수 최초로 클럽을 대표하는 선수가 되었다. 2020년 11월 18일, 그는 클럽의 새 시즌을 앞두고 주장 중 한 명으로 임명되었다. 그는 2020년 11월 20일, 모훈 바간과의 경기에서 블래스터스 데뷔 전을 치렀고, 블래스터스는 1-0으로 패했다. 2021년 1월 10일, 그는 잠셰드푸르와의 경기에서 클럽의 첫 골을 넣었고, 블래스터스는 3-2로 승리했다. 6월 11일, 나모이네수의 클럽 탈퇴가 발표되었다.

## 국가대표팀 경력
나모이네수는 짐바브웨 국가대표팀을 대표하여, 11경기에 출전했다. 2012년 10월 20일, 그는 승부 조작으로 인해 많은 짐바브웨 국가대표 선수들에게 평생 출전 금지 조치를 취한 선수 중 한 명이었다. 나모이네수는 2016년 3월 28일, 스와질란드와의 2017년 아프리카 네이션스컵 예선 전에서 짐바브웨 국가대표팀 데뷔 첫 골을 넣었다.

## 은퇴 이후
2022년, 나모이네수는 선수 생활을 끝내고 스파르타 프라하로 돌아와 스카우트로 일했다.